# Corpo della nobiltà italiana

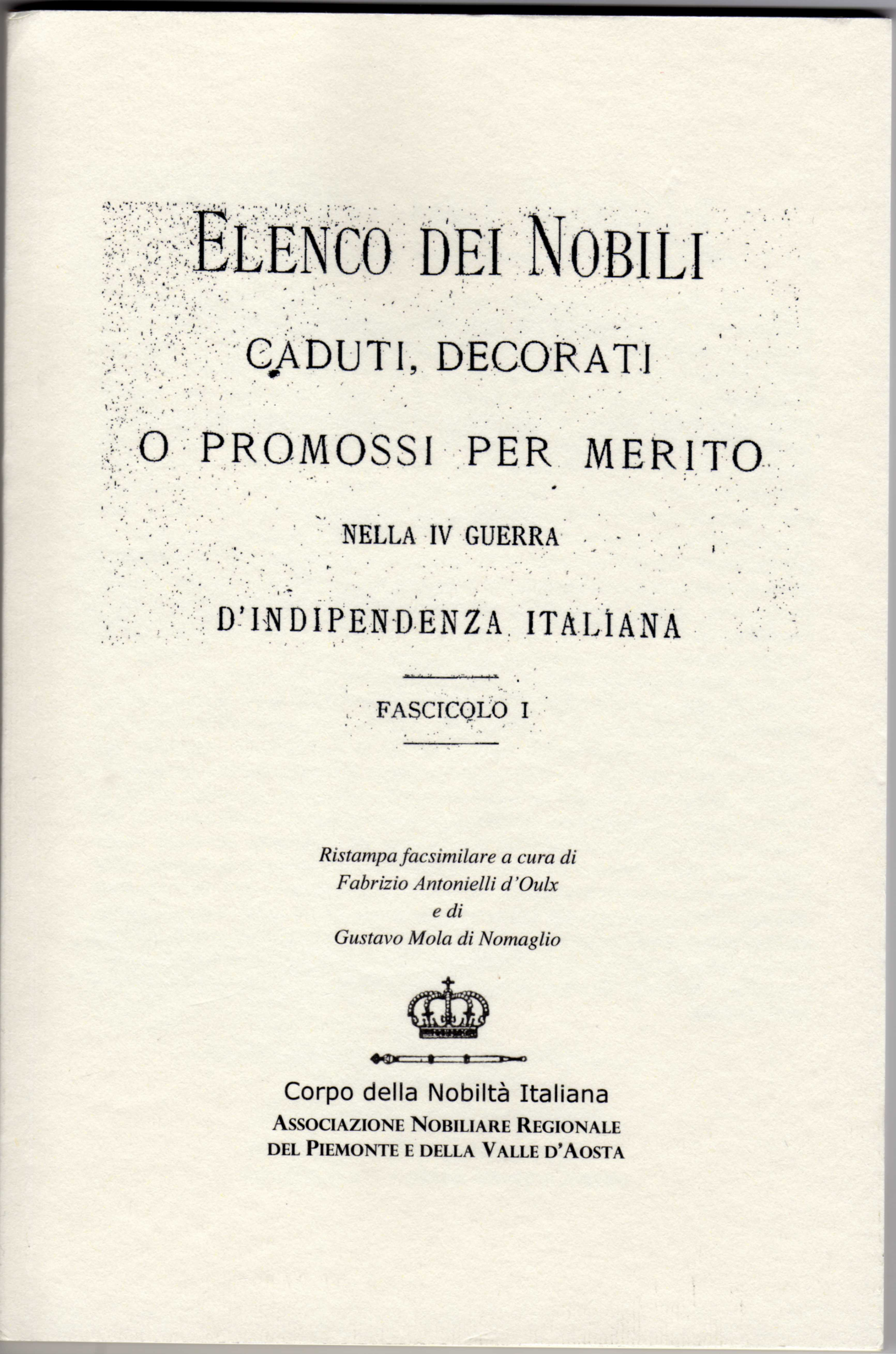
Una pubblicazione del Corpo della nobiltà italiana

Il Corpo della nobiltà italiana (CNI) è un'associazione privata costituita a Torino il 30 giugno 1958, ma con sede a Roma, che si propone di riunire la nobiltà italiana e di investigare e accertare privatamente le richieste relative ai titoli nobiliari già esistenti. Non ha scopo di lucro e i provvedimenti nobiliari della medesima sono rilasciati per statuto a titolo gratuito.
L'associazione è organizzata come la passata Consulta araldica del Regno d'Italia, nei suoi organi centrali e locali (presidenza, giunta e commissioni regionali).
Con le cosiddette "certificazioni di giustizia" l'associazione si propone di accertare e riconoscere, sul solo piano morale, la validità dei diritti, delle qualifiche nobiliari e degli stemmi araldici di singole persone. Non crea o concede nuovi titoli nobiliari prima non esistenti, ma si limita ad accertare la validità delle documentazioni che le vengano sottoposte, per provare l'esistenza di titoli, o di stemmi, allo scopo di tutelare i diritti storici dei nobili italiani.

## Premessa sul riconoscimento dei titoli nobiliari in Italia
In Italia i titoli nobiliari non sono più riconosciuti dal 1948 per effetto della XIV disposizione transitoria e finale della Costituzione della Repubblica Italiana e «non costituiscono contenuto di un diritto e, più ampiamente, non conservano alcuna rilevanza: in una parola, essi restano fuori del mondo giuridico». I predicati dei titoli nobiliari che sono diventati parte del nome, ai sensi della XIV disposizione transitoria e finale, sono tutelati esclusivamente in base alle norme di tutela del diritto al nome, mentre il titolo nobiliare non può essere utilizzato nei documenti pubblici.
Nel Regno d'Italia esisteva un collegio denominato Consulta araldica, istituito con regio decreto nel 1869, col compito di deliberare in materia di titoli nobiliari, stemmi e altre pubbliche onorificenze. Abolita questa con la Costituzione repubblicana, esiste attualmente solo un ufficio "Onorificenze e araldica pubblica", appartenente al "dipartimento del cerimoniale di Stato" presso la Presidenza del consiglio dei ministri, il quale si occupa della concessione di stemmi e gonfaloni a comuni, provincie ed enti morali, e della conservazione dell'archivio della cessata Consulta araldica.

## Origini
La più antica associazione nobiliare era l'"Unione della nobiltà d'Italia", costituita con rogito il 21 dicembre 1951, che sino al 1980, anno della fusione con il Corpo della nobiltà italiana, ha svolto azione caritativa verso i nobili privi di mezzi.
Il convegno internazionale di studi storico-araldici di Roma e Napoli del 1953, promosso dal Collegio araldico di Roma,  votò all'unanimità un ordine del giorno "Per un ruolo della nobiltà italiana", auspicando la formazione di un "ruolo nazionale" della nobiltà italiana fondato sull'autorità dell'intero corpo nobiliare, nel quale dovevano essere accolte inoltre «le famiglie i cui componenti sono in attuale possesso dei tradizionali caratteri e requisiti nobiliari morali e sociali»".
Lo scopo espresso dai fondatori era quello di tutelare nel privato, i discendenti di coloro che avevano avuto concesso un titolo nobiliare (e di uno stemma gentilizio, o di cittadinanza). Questi titoli sono tuttavia privi di valore legale e non riconosciuti dagli organi della Repubblica Italiana dopo l'entrata in vigore della Costituzione italiana nel 1948.
Umberto II di Savoia con una lettera del 29 settembre 1954 al principe Guasco Gallarati, primo presidente del Corpo della nobiltà italiana, dichiarò di aver ricevuto una formale richiesta di assenso per una rappresentanza del ceto nobiliare e prese atto della volontà di costituire l'organismo.
Dopo alcuni contrasti intervenuti fra il Collegio araldico ed Emilio Guasco Gallarati di Bisio, il Corpo della nobiltà italiana è nato Roma il 3 marzo 1957. L'atto costitutivo venne rogato dal notaio Silvio Mandelli di Torino in data 30 giugno 1958.

## Organizzazione

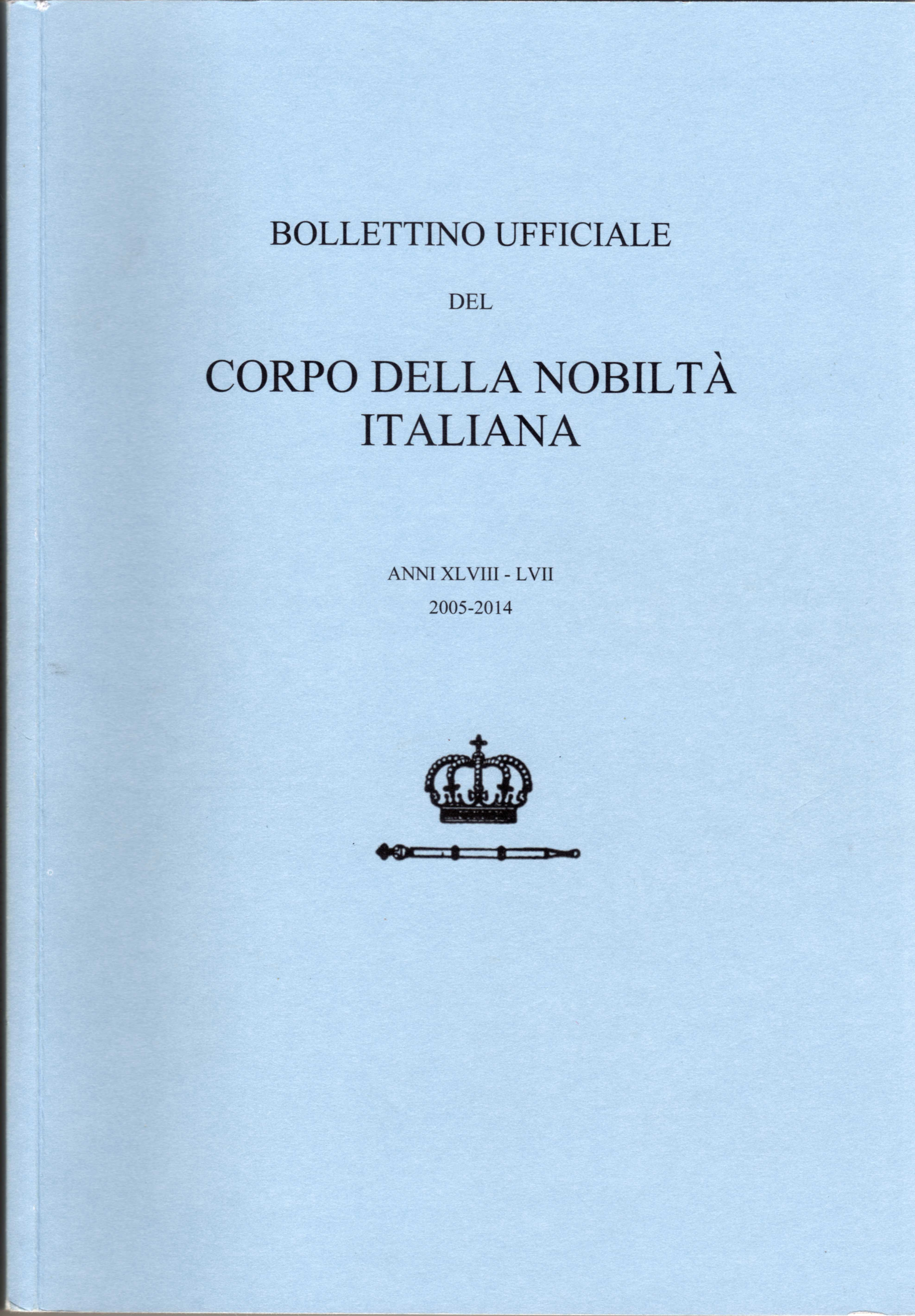
Il Bollettino ufficiale del Corpo della nobiltà italiana dove sono pubblicati i provvedimenti di riconoscimento di titoli nobiliari effettuati dall'associazione e i provvedimenti nobiliari concessi da Umberto II di Savoia durante l'esilio. Si tratta di uno scarno elenco che riporta, secondo l'ordine di deliberazione, tali provvedimenti divisi in due elenchi: ogni elenco reca il cognome, nome, tipo di provvedimento e data senza altre informazioni

L'associazione, analogamente a quanto avvenuto in altri stati europei già monarchici, è strutturata come una rete di libere associazioni regionali.
Queste si occupano di tenere aggiornato per proprio conto l'antico elenco ufficiale della nobiltà italiana, accertando la validità delle richieste di iscrizione, e di dare pareri in materia araldica, attenendosi allo statuto dell'associazione e alle leggi nobiliari del Regno d'Italia (ultimo "Ordinamento dello stato nobiliare italiano" del 1943).

### Associazioni regionali e organismi nazionali
Sono presenti 14 associazioni regionali, ciascuna per una delle circoscrizioni geografiche tradizionali previste dall'"Ordinamento dello stato nobiliare italiano" durante il Regno d'Italia, a loro volta collegate agli Stati pre-unitari.
Possono appartenervi coloro le cui famiglie erano state riconosciute nobili dalla Consulta araldica del regno o abbiano ottenuto "provvedimenti di giustizia" emanati dall'associazione, o "provvedimenti di grazia" emanati da Umberto II di Savoia.
Le associazioni regionali previste sono:
- Piemonte (attuali Piemonte e Valle d'Aosta)
- Liguria (Liguria)
- Lombardia (Lombardia)
- Veneto (Veneto e province di Udine e Pordenone)
- Trentino (Trentino - Alto Adige)
- Venezia Giulia, Istria e Dalmazia (province di Trieste e Gorizia e, teoricamente, famiglie italiane delle vecchie province di Pola, di Fiume e di Zara oggi territorio della Slovenia o della Croazia)
- Parma e Piacenza (provincia di Parma, provincia di Piacenza)
- Modena e Reggio (provincia di Modena, provincia di Reggio Emilia)
- Toscana (Toscana)
- Romagne (province di Ferrara, Bologna, Ravenna, Forlì-Cesena, Rimini)
- Lazio, Umbria e Marche (Lazio, Umbria, Marche)
- Province napolitane (Campania, Abruzzo, Molise, Puglia, Basilicata, Calabria)
- Sardegna (Sardegna)[17]
- Sicilia (Sicilia)

Ogni associazione regionale nomina al suo interno una "commissione araldico-genealogica regionale" con il compito di esaminare i documenti storico-nobiliari presentati da chi chiede essere iscritto nei registri interni dell'associazione. Nelle intenzioni degli associati tali registri interni dovrebbero costituire la continuazione e l'aggiornamento degli elenchi ufficiali nobiliari del Regno d'Italia.
Le commissioni delle varie associazioni regionali a loro volta, nominano la "Giunta araldica centrale" nazionale (GAC), con funzioni di coordinamento e di decisione definitiva sulle richieste.
I membri delle 14 commissioni regionali formano, nel loro insieme, il "Consiglio araldico nazionale" (CAN), che ha il compito di rappresentare il ceto nobiliare italiano difendendone gli interessi storici, morali ed ideali e tutelandone le tradizioni, le memorie e l'onore.
I provvedimenti degli organi dell'associazione non richiedono alcun pagamento e le certificazioni, rilasciate dal Consiglio araldico nazionale (CAN) sono pubblicate nella prima parte del Bollettino ufficiale del Corpo della nobiltà italiana (periodico quinquennale) e nei registri nobiliari delle commissioni regionali.
L'associazione ha anche un circolo giovanile.

## Riconoscimenti da parte di terzi

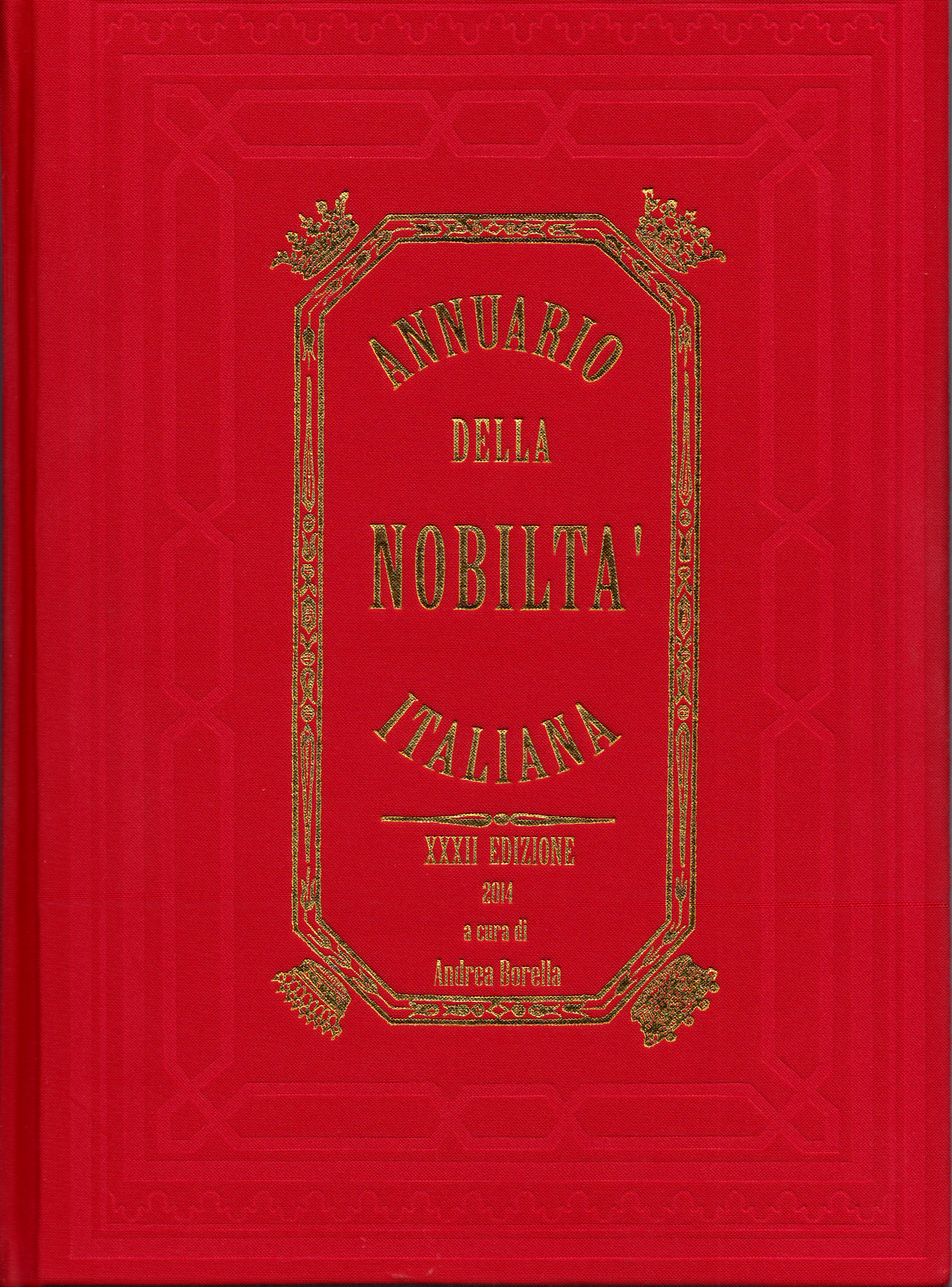
XXXI edizione dell'Annuario della nobiltà italiana (2007-2010). Unica opera che riporta tutti i provvedimenti ricognitivi deliberati dal Corpo della Nobiltà Italiana sino al 2010, corredati da stemmi e notizie storiche, genealogiche e biografiche delle persone riconosciute e delle loro famiglie (dati invece assenti negli elenchi dei provvedimenti deliberati pubblicati a cura del Corpo della Nobiltà Italiana)

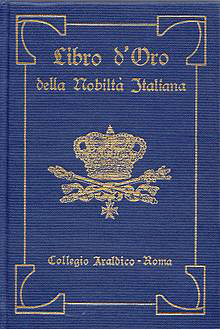
Copertina della pubblicazione "Libro d'oro della nobiltà italiana", edizione 1949

L'associazione non è riconosciuta dalla Repubblica Italiana, che non attribuisce alcun valore legale ai titoli nobiliari, e pertanto non svolge alcun ruolo ufficiale.
L'associazione sarebbe stata riconosciuta il 12 novembre 1961 da Umberto II di Savoia, già in esilio a Cascais dal 1946: nella sua qualità di "capo della famiglia reale", a Umberto II competeva la "regia prerogativa" (facoltà di concedere, rinnovare o convalidare i titoli di nobiltà)
La competenza dell'associazione nell'accertamento dei titoli nobiliari italiani è riconosciuta anche dal Sovrano militare ordine di Malta, che tuttavia esamina le pratiche nobiliari per l'ammissione dei propri cavalieri coi propri consultori araldici interni.
Il Corpo della nobiltà Italiana è riconosciuto dalla Commission d'information et liaison des associations nobiliaires européennes (CILANE), organizzazione che raggruppa le associazioni nobiliari più rappresentative d'Europa (una per ogni nazione).
L'associazione è riconosciuta dall'Unione Circoli Italiani.
A partire dall'edizione XXVIII (2000) e sino all'edizione XXXI (2010) l'Annuario della nobiltà italiana fu l'unico repertorio periodico che riportò sistematicamente tutti i provvedimenti nobiliari deliberati dal Corpo della Nobiltà Italiana, corredandoli di note, dati biografici e genealogici e stemmi relativi alle famiglie oggetto di tali decisioni. Nell'edizione XXXI (2010) è presente un'apposita sezione dove sono elencate tutte le famiglie riconosciute dalla suddetta associazione. In seguito la redazione dell'Annuario decise di non riportare più d'ufficio le famiglie la cui nobiltà è stata riconosciuta dal Corpo della Nobiltà Italiana ma soltanto previa supervisione del Comitato Scientifico dell'Annuario della Nobiltà Italiana. Tale scelta è stata determinata dai contrasti ed eventi che si sono susseguiti all'interno dell'associazione e dalle deliberazioni da parte della direzione del Circolo della caccia per quanto attiene l'attribuzione dei titoli nobiliari riconosciuti dallo stesso Corpo della Nobiltà Italiana.
Nel periodico "Libro d'oro della nobiltà italiana", edito dal Collegio Araldico, sono pubblicate alcune famiglie la cui nobiltà è riconosciuta dal Corpo della Nobiltà Italiana.

## I titoli nobiliari umbertini
Umberto II di Savoia, ultimo re d'Italia fino al 13 giugno 1946, venne considerato dall'associazione come il capo della nobiltà italiana, e venne rappresentato nel suo seno dal "segretario del re per l'araldica".
Dopo il 1950 Umberto II di Savoia riprese l'esercizio della Regia prerogativa e concesse, spesso su parere avanzato dal Corpo della nobiltà italiana, numerosi provvedimenti nobiliari, sia "di grazia" che "di giustizia": questi provvedimenti erano comunicati dal segretario del re per l'araldica all'ufficio di presidenza del Consiglio araldico nazionale e annotate nei registri del Corpo della nobiltà italiana.
I provvedimenti nobiliari di Umberto II di Savoia venivano predisposti a seguito di istruttoria svolta dal Segretario del re per l'araldica, talvolta con la consulenza degli organi del Corpo della Nobiltà Italiana. Il provvedimento emesso riceveva poi la controfirma del Ministro della Real Casa, il visto del Segretario del re per l'araldica e veniva annotato nell'apposito registro del Consiglio Araldico Nazionale del Corpo della Nobiltà Italiana, nonché pubblicato nel bollettino ufficiale dello stesso.